# تتا خرچنگ
تتا خرچنگ یک ستاره است که در صورت فلکی خرچنگ قرار دارد.